# 黒澤R
黒澤R（くろさわ アール）は、日本の漫画家。女性。代表作に『あなたの奥さんもらいます』『復讐の未亡人』『金魚妻』。

## 経歴
えりちん、羽海野チカなどのアシスタントをしながら『ヤングアニマル』（白泉社）で読切作品を発表。2009年より、同誌にてケラリーノ・サンドロヴィッチが監督・脚本を務めた同名映画の漫画化である『罪とか罰とか〜一日署長の事件簿』を連載開始（全1巻）。同年、『ヤングアニマル嵐』（白泉社）にて原作・北川大地の『1発! 仕事人』を連載。
2011年より『双葉社Webマガジン』にて『相姦の赤い河岸』、『アクションピザッツSP』にて『あなたの奥さんもらいます』を連載開始。
2013年3月より『ヤングアニマル嵐』にて『R's Bar〜漫画家の集まる店〜』を連載開始。4月より『ヤングアニマルDensi』にて『ふたごと!』を連載開始。

## 人物・作風
- アシスタントをしていた作品『みたむらくん』の登場人物である黒沢のモデルでもある。
- アシスタントをしていた作品『3月のライオン』のあとがき漫画では、丸耳のネズミ（もしくはハムスター）のキャラクターとして登場している。
- 『ふたごと!』作中で双生児の母親であることを公表している。

## 作品

### 連載中
- 相姦の赤い河岸（双葉社）
- 復讐の未亡人（双葉社）
- 先生ごめんなさい（双葉社）
- 金魚妻（集英社）※2022年にNetflixでドラマ化[1][2]

### 連載終了
- 罪とか罰とか〜一日署長の事件簿（白泉社、全1巻）
- 一発!仕事人（白泉社、未単行本化）
- あなたの奥さんもらいます（双葉社、全1巻）
- R's Bar〜漫画家の集まる店〜（白泉社、全1巻） ※単行本のタイトルは「漫画家さん いらっしゃい! R's Bar〜漫画家の集まる店〜」。